# Dinara Anatoljewna Drukarova

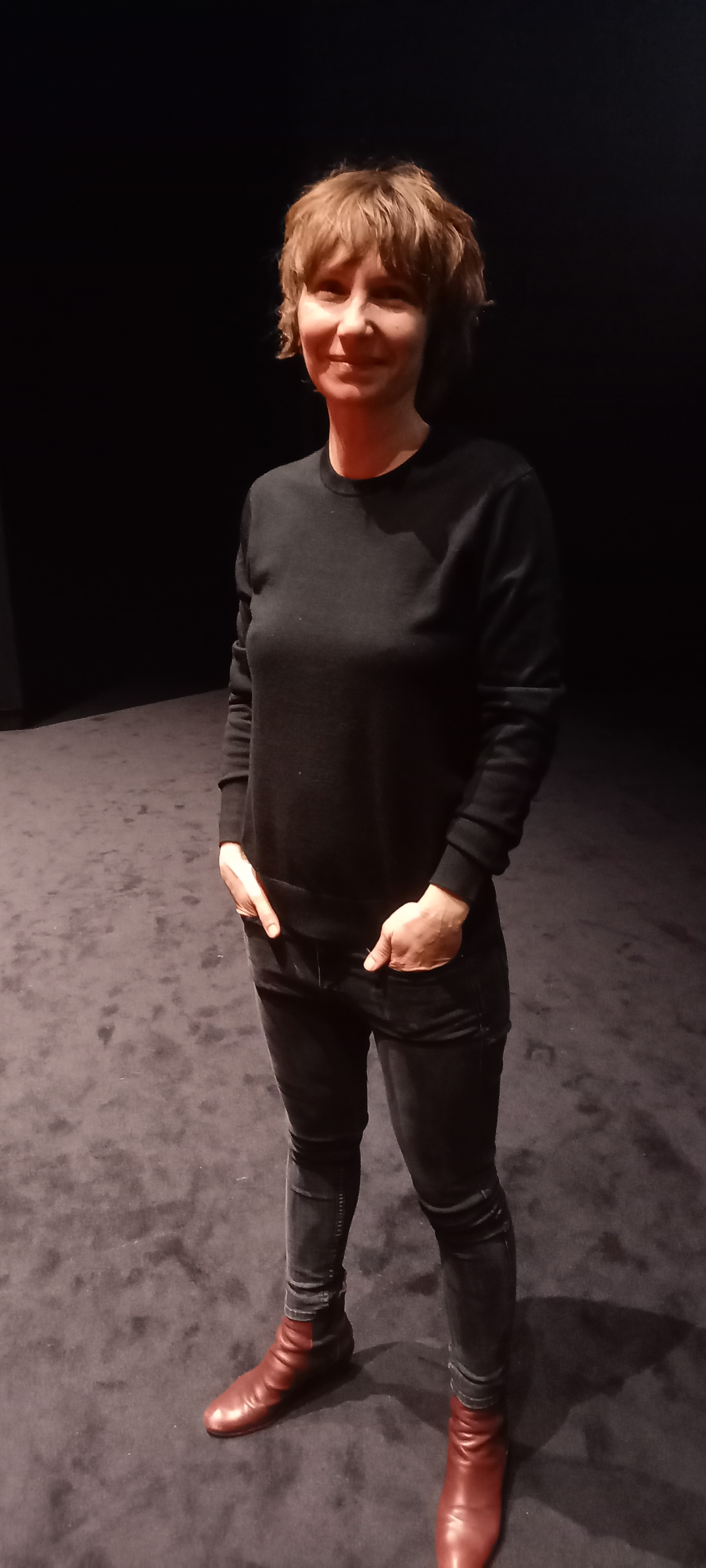
Dinara Drukarova (2023)

Dinara Anatoljewna Drukarova (russisch Динара Анатольевна Друкарова, * 3. Januar 1976 in Sankt Petersburg) ist eine russische Schauspielerin, Filmregisseurin und Drehbuchautorin.

## Leben
Dinara Drukarova spielte bereits während ihrer Schulzeit in Film- und Fernsehproduktionen mit. So war sie unter anderem in Halte still – stirb – erwache und Rauch zu sehen. Ein Studium der Öffentlichkeitsarbeit schloss sie 1999 an der Sankt Petersburger Elektrotechnischen Universität ab. Anschließend zog sie nach Frankreich, um sich verstärkt auf ihre Schauspielkarriere zu konzentrieren. Mit Filmen wie Der ungebetene Gast, Kleine Wunden und Seit Otar fort ist. Für letzteren wurde sie bei der Verleihung des César 2004 für eine Nominierung als Beste Nachwuchsdarstellerin bedacht. Bereits 1998 wurde sie für ihre Darstellung der Liza in Alexei Balabanows Historienfilm Of Freaks and Men als Beste Darstellerin für den Europäischen Filmpreis nominiert.
Als Regisseurin und Drehbuchautorin debütierte Drukarova 2018 mit dem französischen Kurzfilm Ma branche toute fine. Ihr Langspielfilmdebüt gab sie mit der Literaturverfilmung Grand marin, welches auf dem gleichnamigen semi-biografischen Roman von Catherine Poulain basiert. Für diese Arbeit wurde sie beim San Sebastián International Film Festival als beste Regisseurin nominiert.
Drukarova lebt mit ihrem französischen Ehemann in Frankreich.

## Filmografie
- 1990: Halte still – stirb – erwache (Замри — умри — воскресни!)
- 1992: Rauch (дым)
- 1998: Of Freaks and Men (Про Уродов и Людей)
- 2000: Der ungebetene Gast (La dette)
- 2001: Das Herz der Bärin (Karu süda)
- 2003: Kleine Wunden (Petites coupures)
- 2003: Seit Otar fort ist (Depuis qu'Otar est parti...)
- 2006: Ich denk' an euch (Je pense à vous)
- 2006: Paris, je t’aime
- 2006: Transe
- 2006: Um in den Himmel zu kommen muss man zuerst sterben (Бихишт фачат барои мурдагон)
- 2009: Erst einer, dann alle (Qu'un seul tienne et les autres suivront)
- 2010: Gainsbourg – Der Mann, der die Frauen liebte (Gainsbourg (Vie héroïque))
- 2011: 360
- 2012: Liebe (Amour)
- 2014: 1001 Gramm (1001 Gram)
- 2015: Meine goldenen Tage (Trois souvenirs de ma jeunesse)
- 2018–2020: Büro der Legenden (Le bureau des légendes, Fernsehserie, 13 Folgen)
- 2018: FKK-Tag (Vihta)
- 2019: Polinas magische Abenteuer (Поліна і тайемнізія кіностудії)
- 2021: Abteil Nr. 6 (Hytti nro 6)